# Max Roßdeutscher

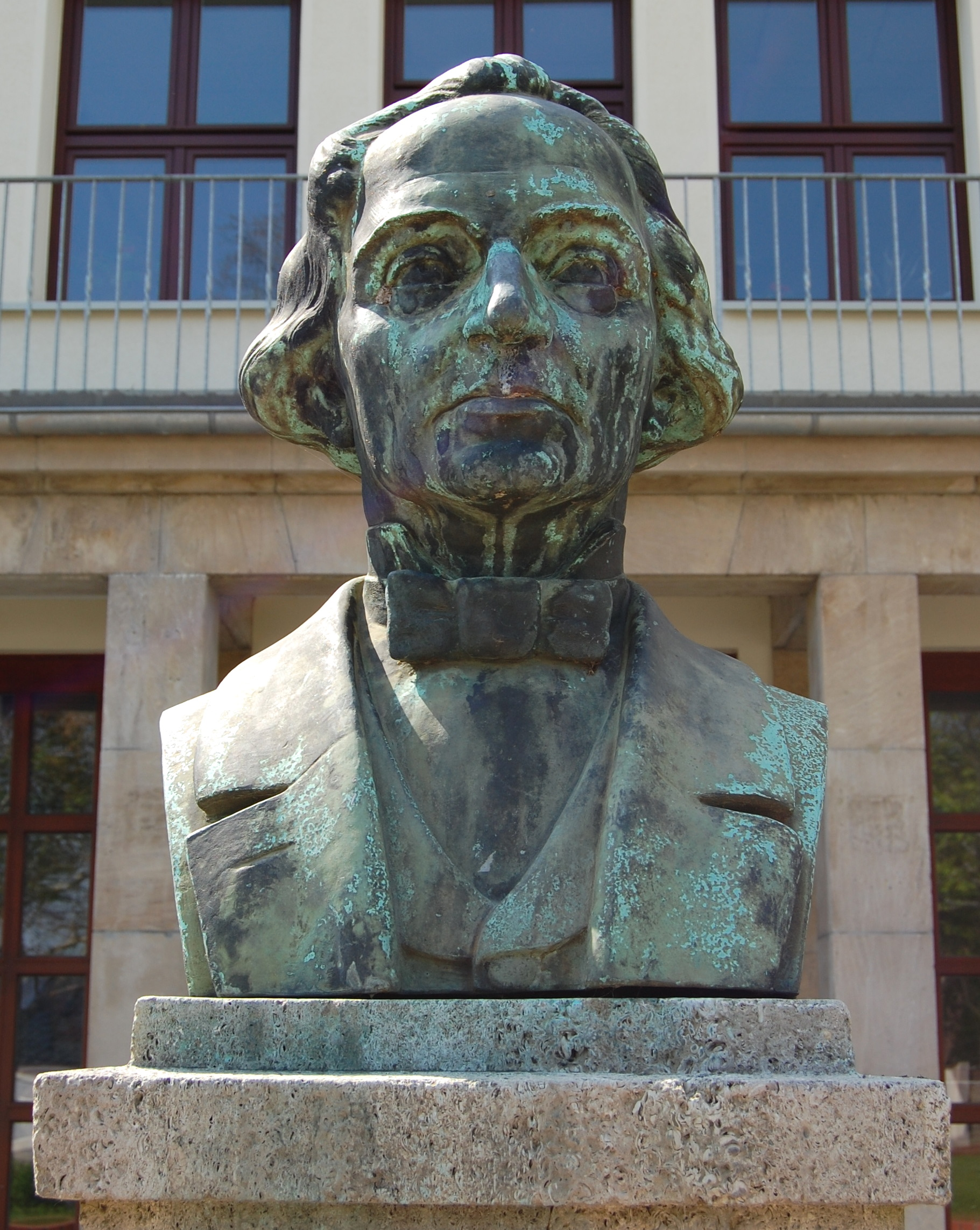
Bronzebüste von Justus von Liebig vor der Westerhüsener Berufsschule, die Max Roßdeutscher schuf

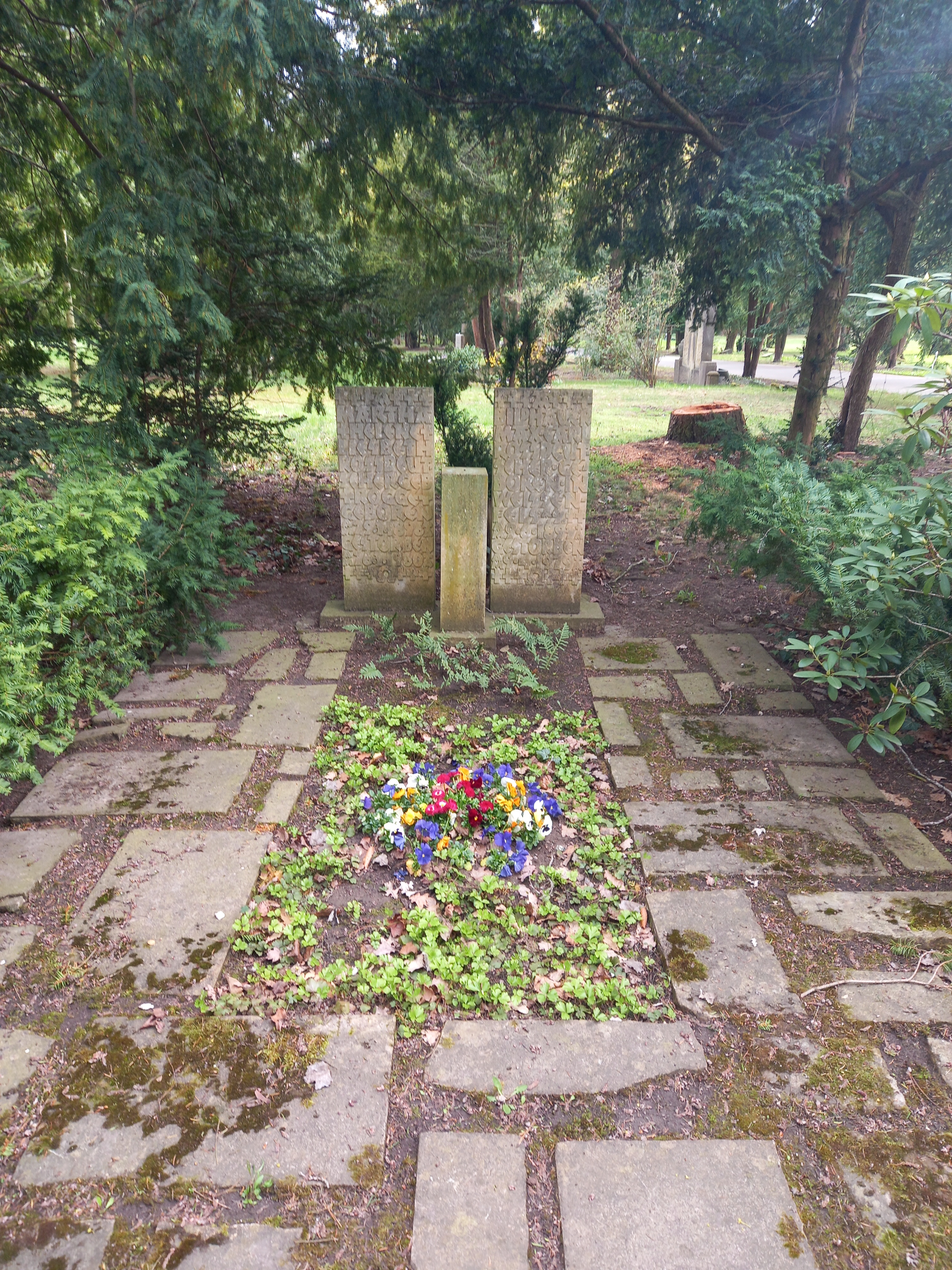
Grab von Max Roßdeutscher und seiner Ehefrau Martha Helene Liesbeth geborene Rogge auf dem Westfriedhof (Magdeburg)

Max Roßdeutscher (* 9. Juni 1893 in Weißenfels; † 9. April 1979 in Magdeburg) war ein deutscher Bildhauer, Restaurator und Plastiker.

## Leben
Max Roßdeutscher war der Sohn eines Maurers und Bauführers und absolvierte nach dem Besuch der Volksschule in Weißenfels eine Steinmetz- und Steinbildhauerlehre in Halle.
Er studierte ab 1911 an den Kunstschulen in Halle, Leipzig und Dresden. 1923 übersiedelte er mit seiner Familie von Weißenfels nach Magdeburg und war dort von 1926 bis 1928 Leiter der Dombauhütte Magdeburg und restaurierte die Westfassade des Magdeburger Doms. 
1930 baute Roßdeutscher seine Werkstatt und Atelier in der Großen Diesdorfer Straße in Magdeburg auf und nach dem Zweiten Weltkrieg schuf er vor allem handwerkliche Grabdenkmäler und widmete sich bildhauerischen Aufgaben, wie die Restaurierung der Fassade des Alten Magdeburger Rathauses 1951 und an weiteren Gebäuden am Magdeburger Domplatz wie das Wallraveschen Freyhaus 1956. 1946 war Roßdeutscher mit zwei Gips-Plastiken auf der Ausstellung bildender Künstler des Bezirks Magdeburg und 1965 auf der Bezirkskunstausstellung Magdeburg vertreten.
Roßdeutscher arbeitete vor allem in Stein und Bronze, eine einseitige Lähmung zwang ihn ab der Mitte der 1960er Jahre ausschließlich zu plastischen Arbeiten.
Max Roßdeutscher war der Begründer einer Bildhauergeneration, sein Sohn Eberhard und dessen Sohn Wolfgang wurden bekannte Bildhauer.

## Werke im öffentlichen Raum (Auswahl)
- Pferdetor (1927) auf der Rotehorninsel in Magdeburg (gemeinsam mit Fritz Maenicke nach einem Entwurf von Albin Müller), das 1959 von Eberhard Roßdeutscher restauriert wurde:[3]
- Lebensfreude, Beton, Plastik  im Vestibül des Varietés Kristallpalast in Magdeburg (1950), heute auf dem Festplatz an der Salvador-Allende-Straße in Magdeburg[4]
- Karl Marx, Gedenktafel (1950)
- Ohne Titel, Beton, in einem Kindergarten Magdeburgs (1950)
- Stalindenkmal mit Kolossalbüste, Bronzebüste und Sockel aus Naturstein, Burg bei Magdeburg, 1953/1954
- Heinrich Germer, Bronzebüste (1952)
- Erich Weinert, Bronzebüste (1953)
- Justus von Liebig, Bronzebüste, Magdeburg (1953)
- Friedrich Schiller, Bronzebüste, vermutl. Magdeburg (1959)
- Georg Philipp Telemann, Gedenktafel,  Magdeburg (1967)

## Fotogalerie

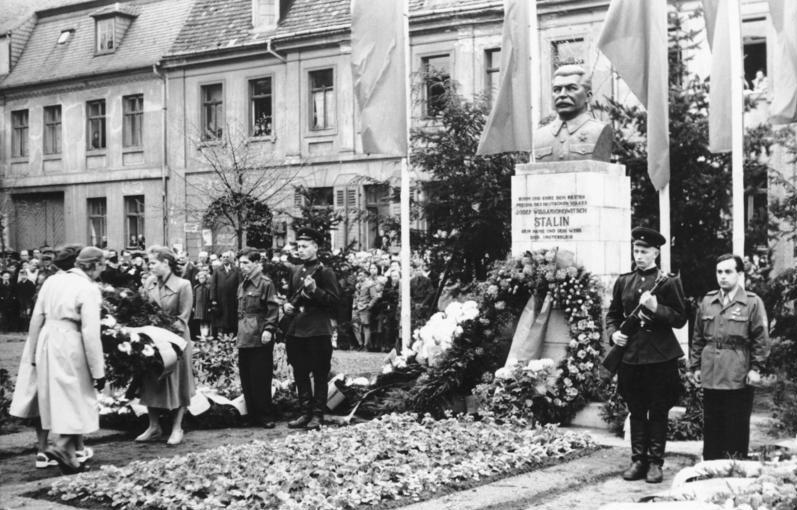
Enthüllung des Stalindenkmals von Max Roßdeutscher (Bild des Bundesarchivs von 1954)
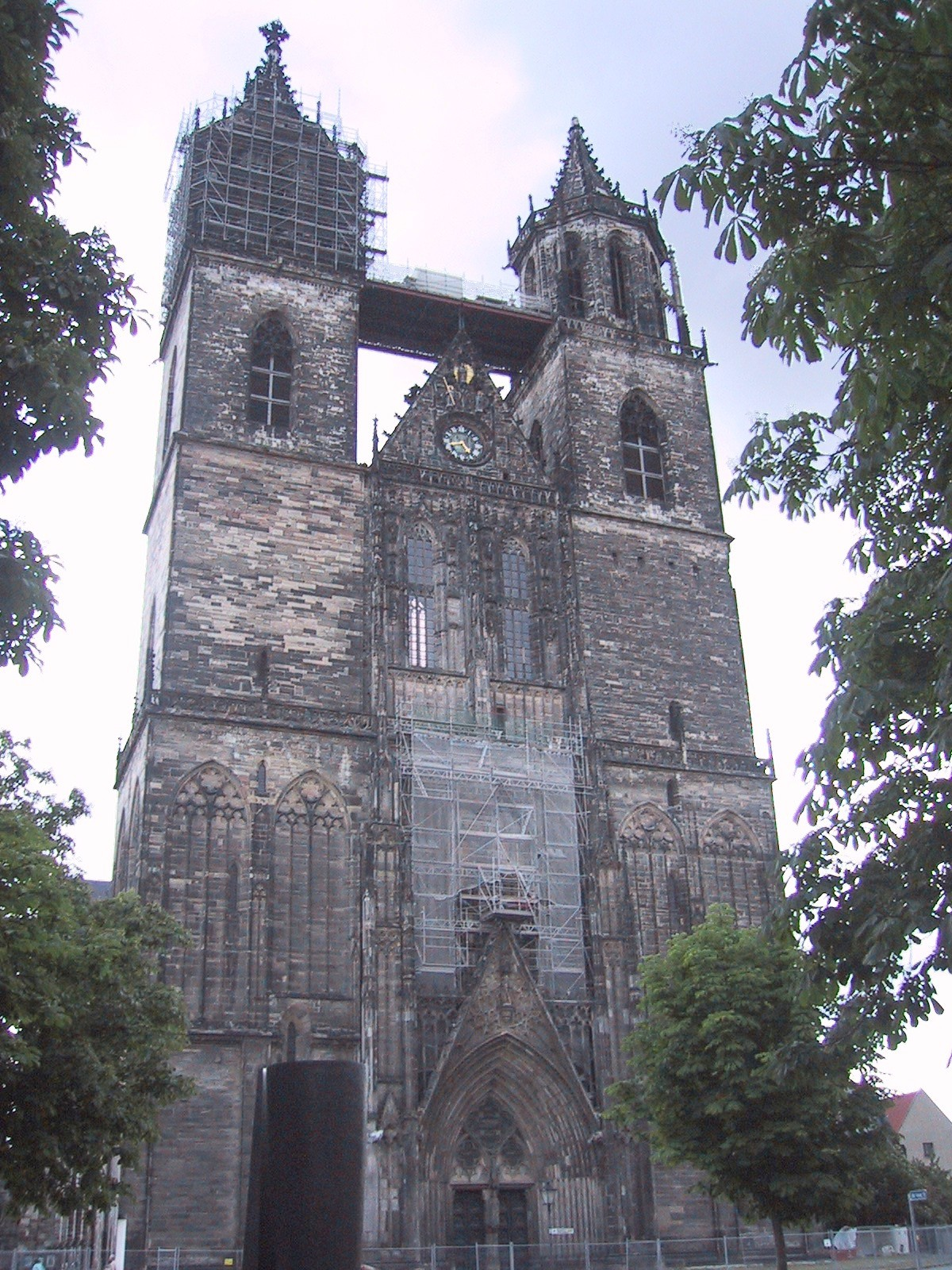
Heutige Westfassade des Magdeburger Doms, die Max Roßdeutscher von 1926 bis 1928 als Dombaumeister restaurierte (Zustand 2004)